# Fijala
Fijala (grč. fiale, njem. Fiale, eng. pinacle) je naziv za vitki, uglavnom kameni tornjić na vrhu potpornog stuba (kontrafora) crkve, zabata ili učelka (wimperge). Jedan je od najčešćih elemenata u sakralnoj arhitekturi gotike i neogotike.
Fijala se najčešće sastoji od četverostranog ili osmerostranog trupa, ponekad u formi tabernakula, koji je zaključen piramidalnim izdankom, na vrhu kojega se nalazi križni cvijet.
Bridovi izdanka ukrašeni su trakama rakovica (penjačica).
Fijala najčešće ima tri uloge: 
- funkcionalnu: služi kao kompenzacijsko okomito opterećenje
- dekorativnu: skladno dovršava snažno uzlazno kretanje masivnog stupa (kontrafora) kojeg zaključuje
- kompozicijsku: na harmoničan način integrira kontrafor u sveukupno obličje katedrale.[4]

Fijale se također koriste kao ukrasi završetka zabata, prozora, ciborija, oltara i crkvenog namještaja, te posuđa.
Ponekad se koriste i u profanoj arhitekturi u koju su preuzete iz sakralne (npr. Tržnica sukna i gradski toranj u Brugesu).